# Gurawa minorcephala
Gurawa minorcephala är en insektsart som beskrevs av Singh-pruthi 1930. Gurawa minorcephala ingår i släktet Gurawa och familjen dvärgstritar. Inga underarter finns listade i Catalogue of Life.